# FFH-Gebiet Halden bei Ramsbeck

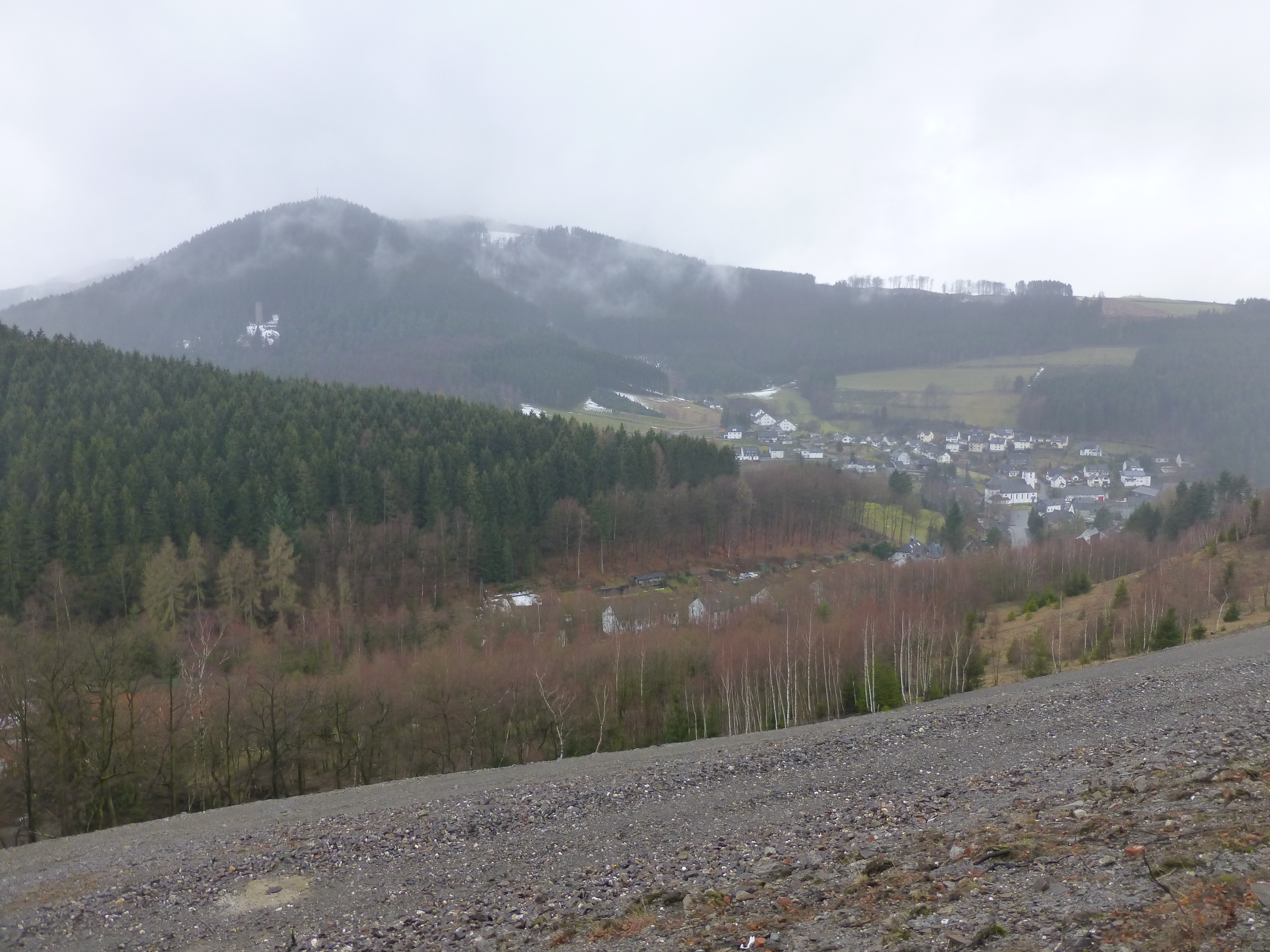
Blick von Halde am Dörnberg auf Bastenberg 2013

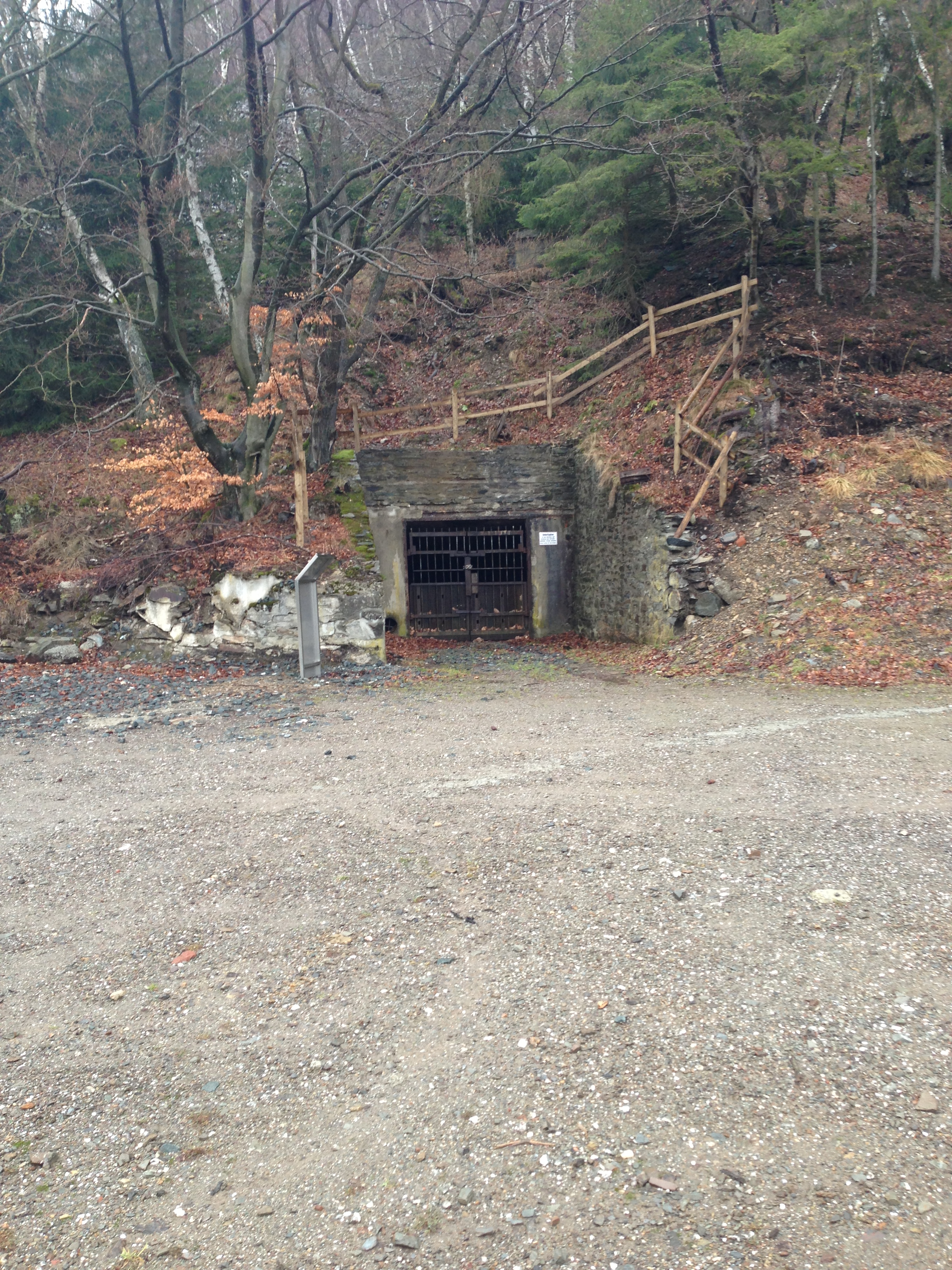
Mundloch Willibaldstollen III im FFH-Gebiet

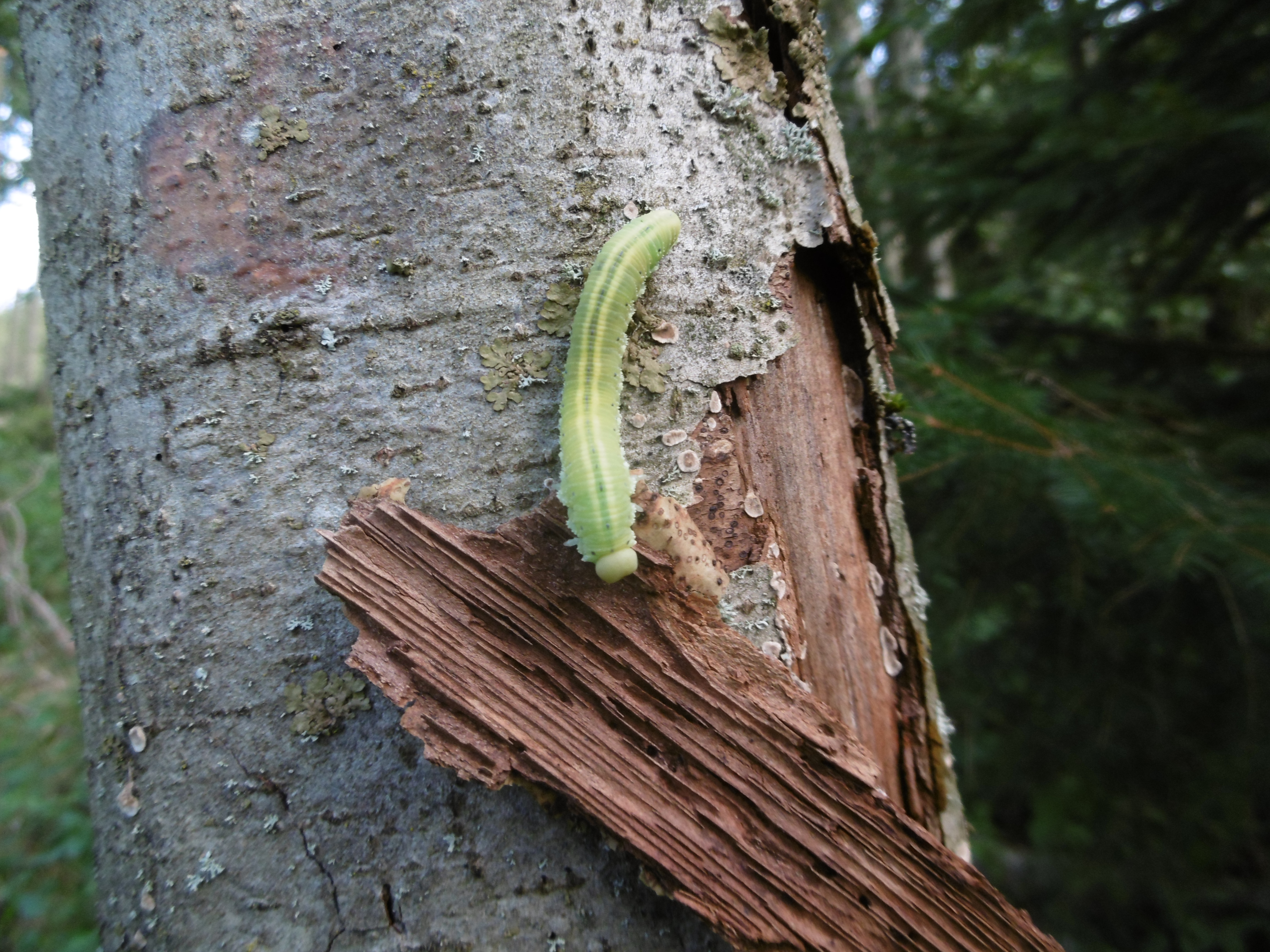
Schmetterlingsraupe im FFH-Gebiet

Das FFH-Gebiet Halden bei Ramsbeck mit einer Größe von 36 ha liegt südlich und östlich von Ramsbeck im Gemeindegebiet von Bestwig. Das Gebiet ist seit 2004 als FFH-Gebiet Halden bei Ramsbeck (DE-4616-301) von der EU gelistet. Das FFH-Gebiet besteht aus einer Teilfläche am Bastenberg und einer am Dörnberg. Die Teilfläche am Bastenberg ist auch als Naturschutzgebiet Halden bei Ramsbeck ausgewiesen, wobei nicht das ganze Naturschutzgebiet zum FFH-Gebiet gehört. Die Teilfläche am Dörnberg gehört zum Landschaftsschutzgebiet Bestwig.

## Gebietsbeschreibung
Beim NSG handelt es sich um ein Haldengebiet mit Abraum aus dem etwa 450 Jahre betriebenen Erzabbau in Ramsbeck. Die Halde ist zum Großteil bewachsen und zum kleineren Teil vegetationsfrei. Auf vegetationsfreien Bereichen haben sich großflächige Flechtenrasen entwickelt, an einigen Brachebereichen finden sich Moosdecken.
Im FFH-Gebiet kommen die Lebensraumtypen nach Anhang I der FFH-Richtlinie Schwermetallrasen (Nr. 6130) und Hainsimsen-Buchenwald (Nr. 9110) vor. Die Schwermetallrasen machen die Bedeutung des FFH-Gebietes aus. Die natürliche seltene Schwermetallvegetation besitzt mit den Halden bei Bestwig-Ramsbeck ein Hauptvorkommen im Sauerland.
Zum Wert des Gebietes führt der Landschaftsplan auf: „Der gute Erhaltungszustand und das hohe Entwicklungspotential bedingt, dass das Gebiet einen hervorragenden Platz unter vergleichbaren Gebieten im Naturraum einnimmt.“
Laut Landesamt für Natur, Umwelt und Verbraucherschutz Nordrhein-Westfalen hat die Erhaltung und Förderung der Schwermetallvegetation im Gebiet absoluten Vorrang im Schutzgebiet.
Das Landesamt schreibt zum Gebiet: „Als Kernfläche trocken-warmer Lebensräume auf schwermetallhaltigen Standorten ist dieses Gebiet im Rahmen des landesweiten Biotopverbundes mit anderen Gebieten ähnlicher Standortverhältnisse funktional zu verbinden.“

## Pflanzenarten im FFH-Gebiet
Vom Landesamt für Natur, Umwelt und Verbraucherschutz Nordrhein-Westfalen dokumentierte Pflanzenarten im Gebiet: Besenginster, Blasenflechte, Bogiges Krummstielmoos, Braunrote Stendelwurz, Doldiges Habichtskraut, Draht-Schmiele, Echter Wurmfarn, Echtes Springkraut, Eichenfarn, Frauenfarn, Gegenblättriges Milzkraut, Gewöhnlicher Dornfarn, Gewöhnlicher Tüpfelfarn, Gewöhnliches Gabelzahnmoos, Hain-Gilbweiderich, Hallersche Schaumkresse, Harzer Labkraut, Heidelbeere, Roter Fingerhut, Ruprechtskraut, Salbei-Gamander, Schönes Frauenhaarmoos, Sparriges Kranzmoos, Wald-Reitgras, Wald-Schaumkraut, Weiße Hainsimse, Winkel-Segge.

## Schutzzweck
Das FFH-Gebiet soll das Haldengebiet mit seinem Arteninventar insbesondere die Schwermetallrasen schützen.